# 博盖拉尔德马库维尔
博盖拉尔-德马库维尔（法語：Bosguérard-de-Marcouville，法語發音：[boɡeʁaʁ də maʁkuvil]）是法国厄尔省的一个旧市镇，位于该省北部偏西，属于贝尔奈区。2017年1月1日，博盖拉尔-德马库维尔和相邻的另外2个市镇合并为新市镇莱蒙迪鲁穆瓦（Les Monts du Roumois）。

## 地理
博盖拉尔-德马库维尔（49°16'42"N, 0°51'3"E）面积12 平方千米，位于法国诺曼底大区厄尔省，该省份为法国北部内陆省份，北起滨海塞纳省，西接奧恩省和卡爾瓦多斯省，南至厄尔-卢瓦省，东临瓦兹省、瓦兹河谷省和伊夫林省。
与博盖拉尔-德马库维尔接壤的市镇（或旧市镇、城区）包括：鲁穆瓦地区贝维尔、大布特鲁尔德、勒博斯克迪泰伊、拉艾迪泰伊、勒格罗泰伊附近乌尔贝克。
博盖拉尔-德马库维尔的时区为UTC+01:00、UTC+02:00（夏令时）。

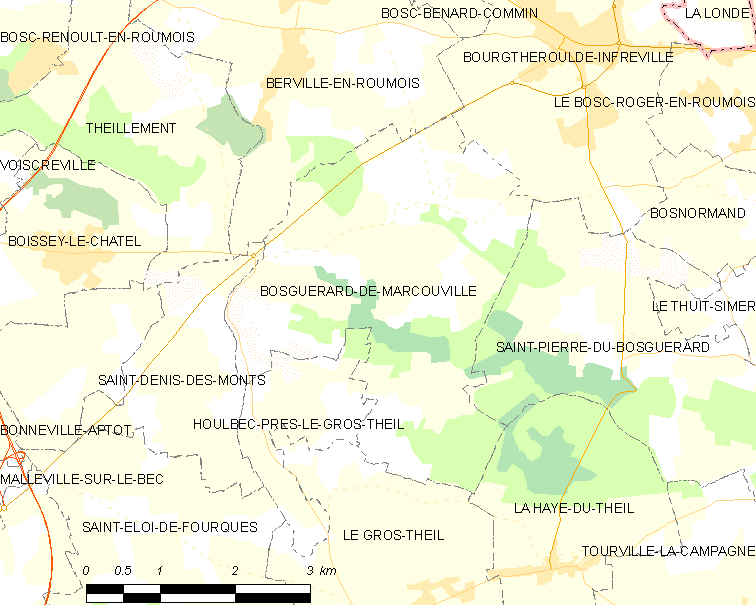
博盖拉尔-德马库维尔的OSM定位图

## 行政
博盖拉尔-德马库维尔的邮政编码为27520，INSEE市镇编码为27092。

## 政治
博盖拉尔-德马库维尔所属的省级选区为大布特鲁尔德县。

## 人口

1962-2008年间博盖拉尔-德马库维尔人口变化图示

博盖拉尔-德马库维尔于2018年1月1日时的人口数量为621人。